# Jean-Marie Bornet
Pour les articles homonymes, voir Bornet.
Jean-Marie Bornet, né en 1966 à Sion (originaire de Nendaz), est une personnalité politique valaisanne, fondateur du Rassemblement Citoyen Valais (RCV) en 2017.
Porte-parole de la police cantonale valaisanne, il est licencié en 2017 pour avoir tenu des propos jugés incompatibles avec sa fonction lors de sa campagne électorale pour le Conseil d'État.

## Biographie
Jean-Marie Bornet, dit « Jim », naît en 1966 à Sion. Originaire de Nendaz, il est le fils de Bernard Bornet, conseiller d'État valaisan démocrate-chrétien de 1981 à 1997,,,. Il a un frère, Vincent Bornet, directeur de la chaîne de télévision valaisanne Canal 9 de 2010 à 2019,,.
Après un apprentissage de commerce chez Provins et son service militaire au sein des fusiliers de montagne, qui le mène jusqu'au grade de lieutenant-colonel, il entre en 1989 à l'école d'aspirant de la police cantonale valaisanne. Il étudie ensuite le droit à Université de Genève pendant deux ans avant de rejoindre la police cantonale valaisanne. Il en devient le chef de la communication en 2004, et membre de l'état-major.
En mars 2013, il est décoré du titre de chevalier de l'Ordre de la Couronne par l'ambassadeur de Belgique pour la conduite de la communication lors  de l'accident tragique d'autocar survenu en 2012 à Sierre,.
Le 12 avril 2017, le Conseil d'État valaisan prononce son licenciement pour avoir critiqué la justice et le programme de renforcement de la sécurité routière Via Sicura au cours de sa campagne électorale pour le Conseil d'État. Le RCV se déclare choqué par cette mesure,. Une pétition en ligne réunissant 1 238 signatures et demandant sa réintégration est remise au gouvernement valaisan le 11 mai 2017,. Interpellé au Grand Conseil par des députés de différents partis, le gouvernement maintient sa décision. Son licenciement est confirmé en septembre 2018 par le Tribunal cantonal, qui estime qu'il a « violé [...] ses devoirs professionnels ». En août 2019, le Tribunal fédéral rejette définitivement le recours, considérant qu'il a « a violé ses devoirs de service en tenant publiquement des propos irrespectueux à l’égard d’une juge de district et en mettant en cause l’intégrité du Ministère public ».
Après son licenciement de la police, il lance sa propre agence de communication et sécurité. Il enseigne auprès de plusieurs centres de formation, dont le Centre de formation au journalisme et aux médias et le Centre valaisan de perfectionnement continu,.
Chasseur et sportif, il a remporté à deux reprises la petite Patrouille des glaciers.
Il est père de deux enfants et habite à Basse-Nendaz. Sa compagne travaille pour le quotidien valaisan Le Nouvelliste.

## Parcours politique
Il lance le 29 novembre 2016 une formation politique indépendante, ni de gauche, ni de droite, le Rassemblement Citoyen Valais (RCV) et en devient le co-président[réf. nécessaire]. Le 21 décembre 2016, son mouvement le désigne candidat au Conseil d'État valaisan. Jean-Marie Bornet prend congé de son poste à la police cantonale valaisanne pour la durée de la campagne. Lors du premier tour le 5 mars 2017, il arrive en avant-dernière position avec 17 389 voix, à 500 voix du candidat des Verts et devançant de près de 600 voix le deuxième candidat du Parti libéral-radical. Il renonce à se présenter au deuxième tour.
En 2019, il est tête de liste du RCV pour l'élection au Conseil national,.

### Positionnement politique
Il se dit de centre-droit.